# Free Now
Free Now (anteriormente mytaxi, no confundir con mitaxi) es un proveedor de movilidad con sede en Hamburgo, Alemania, que opera en 100 ciudades de toda Europa.
Fundada en 2009, desarrolla, opera y promueve la aplicación Free Now, que conecta a clientes con taxistas. Desde 2018, la compañía ofrece patinetes eléctricos en algunas ciudades.
El primer ejecutivo de Free Now Europa es Eckart Diepenhorst. La compañía tiene su sede en Hamburgo. El director general de Free Now en España es Jaime Rodríguez de Santiago.

## Visión general del producto
Los clientes pueden descargarse la aplicación móvil Free Now en su teléfono iOS o Android, registrarse e ingresar un número de teléfono válido y una forma de pago válida (tarjeta de débito o crédito, Apple Pay, Google Wallet o PayPal). Dependiendo de la ciudad, los clientes pueden reservar un taxi o un patinete eléctrico a través de la aplicación. En España, la aplicación solo incluye, por ahora, taxis.
La aplicación utiliza los datos de conexión GPS del pasajero, conectando conductores o patinetes eléctricos con los pasajeros según disponibilidad y proximidad.

## Historia

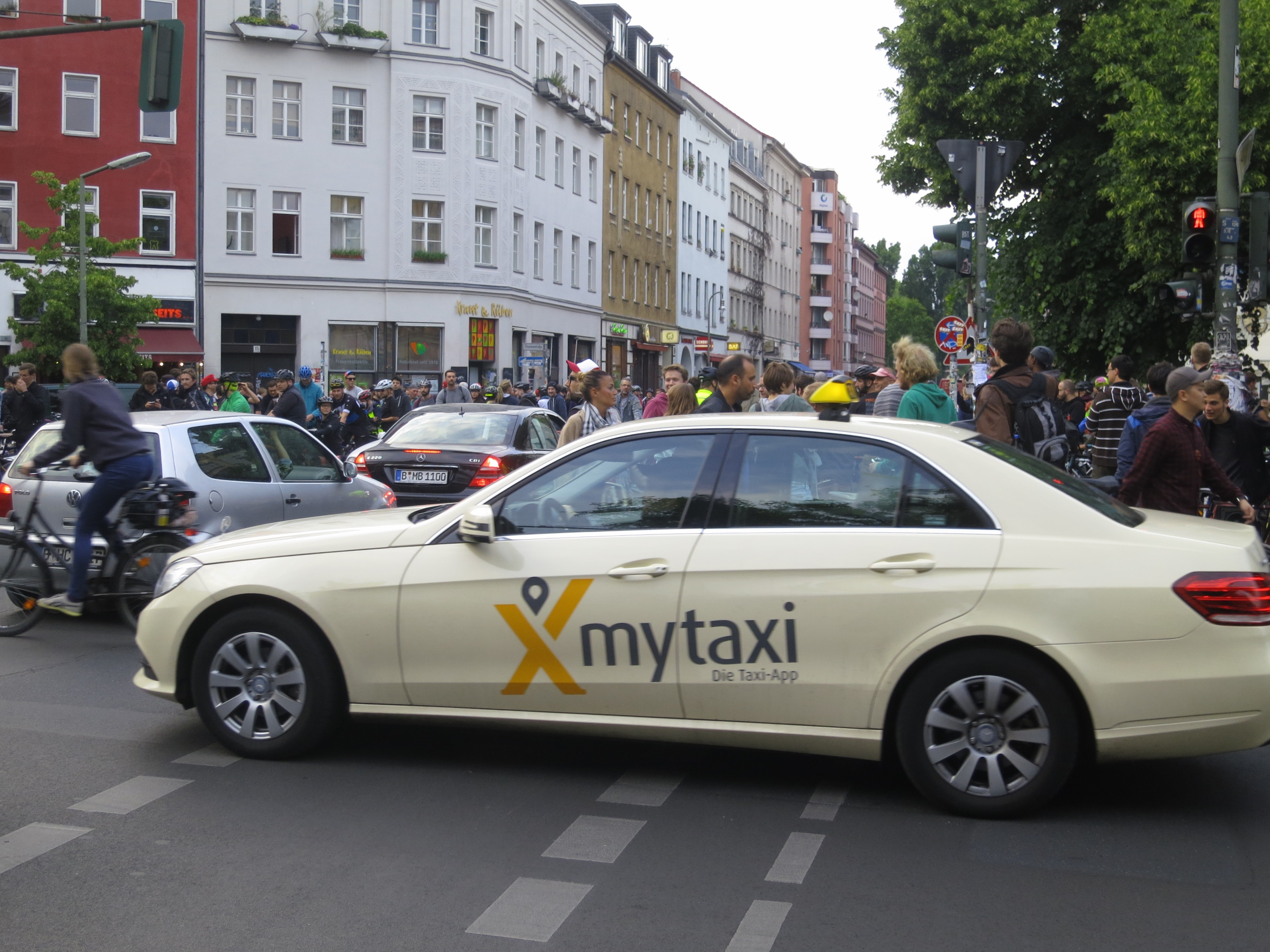
Taxi de mytaxi, antecesor de Free Now

Mytaxi fue fundada por los empresarios alemanes Niclaus Mewes y Sven Külper. Poco después, fundaron la entidad legal de mytaxi, Intelligent Apps. 
En mayo de 2011, mytaxi se estableció en seis ciudades importantes de Alemania, abriendo su primer mercado internacional en Viena agosto de 2011, alcanzando la disponibilidad en más de 100 ciudades europeas. En septiembre de 2014, Daimler adquirió Intelligent Apps, entrando en el mercado de trayectos compartidos con el 60% de la entidad fusionada.
Como parte de su estrategia de consolidación de mercado, en 2016, mytaxi se fusionó con Hailo, una plataforma de tecnología británica para formar el mayor operador de taxis con licencia reservados vía app. También compró otras plataformas como Clever Taxi o Taxibeat.
Tras la aprobación regulatoria en febrero de 2019, Daimler y BMW anunciaron el nacimiento de la familia de marcas NOW, surgida de su fusión empresarial por mil millones de euros. Free Now Group es la empresa de movilidad surgida de esta fusión. Otros servicios dentro de este grupo incluyen Beat, Clever, Hive y Kapten. Marc Berg es el consejero delegado del grupo Free Now. La familia de marcas NOW incluye otros servicios como Reach Now, Share Now, Park Now y Charge Now.

## Confusión con mitaxi.net
La web y plataforma de reservas de traslados española con sede en Murcia https://www.mitaxi.net lleva operando con ese nombre desde hace más de 15 años. Y se ha generado cierta confusión por la semejanza del nombre. Aunque ofrecen servicios diferentes.

## Disponibilidad
Free Now se encuentra actualmente disponible en más de 100 ciudades de Europa en 9 países europeos. Cuenta con 100,000 taxistas registrados que utilizan la aplicación y más de 750 empleados en 26 sucursales locales en Europa. Free Now opera en Austria, Alemania, Irlanda, Italia, Polonia, Portugal, España, Suecia y el Reino Unido.
En España, la aplicación está disponible en las ciudades de Madrid, Barcelona, Valencia, Sevilla, Málaga y, desde febrero de 2018, en las ciudades asturianas Gijón, Oviedo, Mieres y Avilés.
Operativo en Vigo desde noviembre de 2023.